# Ermeo (ceramografo)
Ermeo (fl. VI secolo a.C.) è stato un ceramografo attico.

## Biografia
Ermeo fu un ceramografo attico attivo verso la fine del VI secolo a.C., la cui firma compare, insieme a quella di Kachrylion, su sette coppe con una figura sola sul tondo interno.
Incerta è l'attribuzione a Ermeo di una kýlix con una figura di Ermes conservata al British Museum di Londra.

## Opere
- Sette coppe con una figura sola sul tondo interno;
- Kýlix con una figura di Ermes conservata al British Museum di Londra.